# Sa Ferradura
El jaciment arqueològic de l'edat de bronze de sa Ferradura es troba molt proper a Portocristo a la costa de llevant de Mallorca. Correspon al període pretalaiòtic (1200 / 1100-900 aC) caracteritzat per les construccions naviformes.
Les recents excavacions (2011-2018) han posat de manifest dos habitacles en forma de naveta, un gran pati, llars de foc, estris de cuina, peces de ceràmica i una agulla. L'element més significatiu del jaciment és la muralla defensiva perpendicular a l'isme que uneix el promontori amb la línia costanera. Aquesta muralla està formada per dos trams còncaus construïts mitjançant tècnica ciclòpia, units en angle, amb una longitud total d'uns 18 m és considerada de les més antigues de Mallorca.